# Історія Мексики
Мексика — найбільша іспаномовна країна у світі і колиска багатьох давньоамериканських цивілізацій. Перші сліди перебування людини у Мексиці датуються 40000 до н. е.
Історія Мексики як незалежної держави бере свій початок 24 серпня 1821, коли після понад 10 років війни за незалежність іспанські війська були розбиті військами під командуванням креольського лідера Агустіна де Ітурбіде, і віцекороль Хуан Руїс де Аподака мусив був зректися престолу.
У районі сучасної Мексики, було кілька доколумбових цивілізацій, у тому числі ольмеків, сапотеків, мая, тольтеків і найвідоміших — ацтеків. Останні створили могутню імперію зі столицею в Теночтітлан, розташований в місці нинішнього Мехіко. Держава ацтеків існувала приблизно з середини тринадцятого століття до 1521 року і включала більшу частину т. зв. Мезоамерики.

## Доколумбові цивілізації

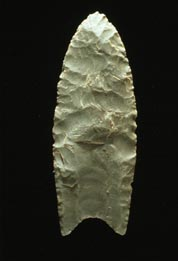
Наконечник культури Кловіс

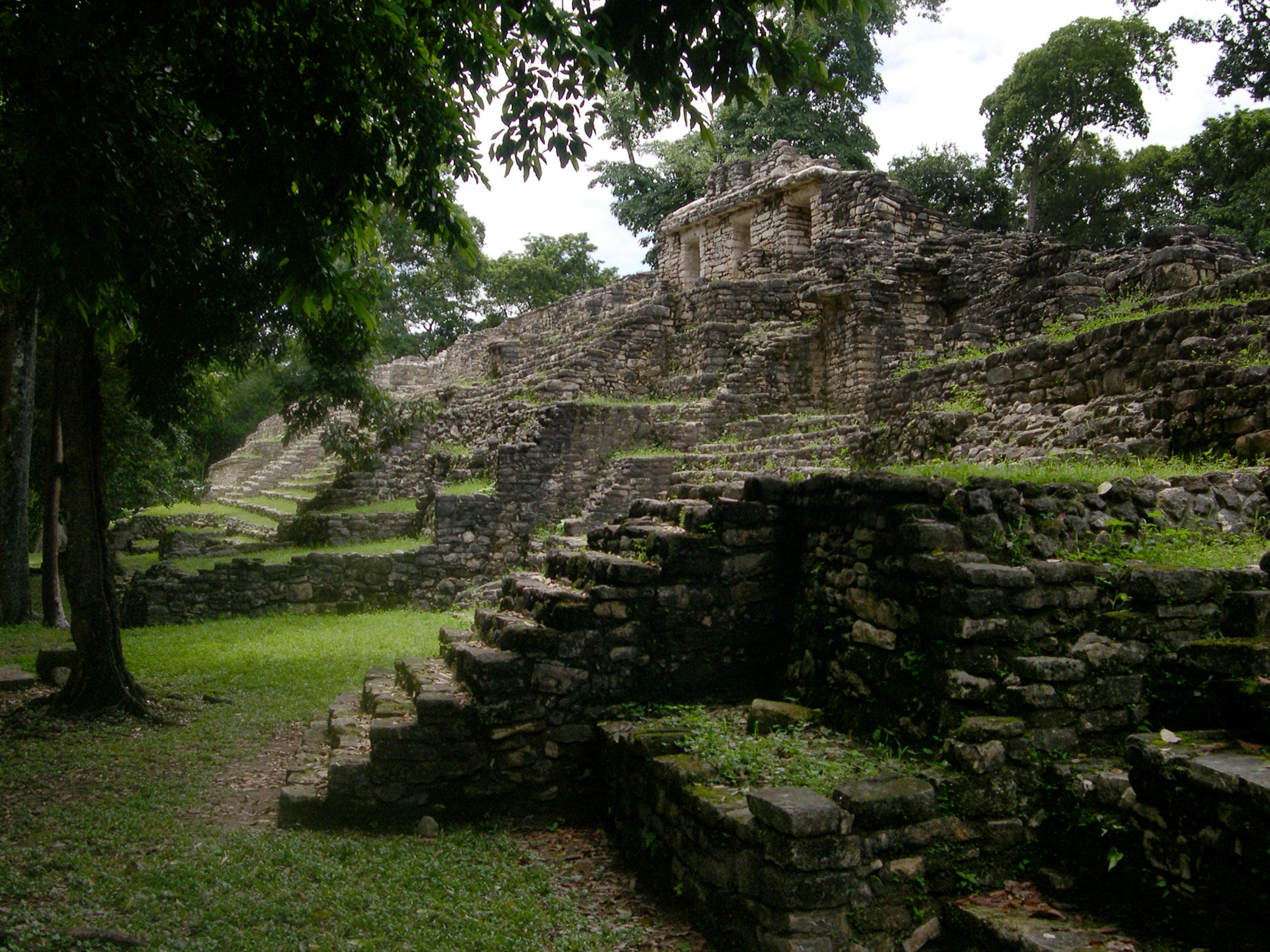
Піраміда в Яшчилані

Відповідно до сучасної точки зору, міграція людей до Америки проходила через Беринговий перешийок (Берингія) між Сибіром і Аляскою, у час, коли він ще існував. Однак, коли перші люди з'явилися на території Мексики, на сьогоднішній день точно не відомо. Так, наприклад, вік артефактів з однією з найбільш древніх стоянок — Уейатлако, за різними оцінками вчених становить від 12 тис. до 250 тис. років.
Найбільш відомі з доісторичних культур на території Мексики — культура Кловіс (9,5 тис. — 9 тис. років до н. е.) і традиція Фолсом (9 тис. — 8 тис. років до н. е.), виявлені на початку XX століття. При розкопках на місці цих стоянок були знайдені наконечники з каменю і кістки, кам'яні ножі і леза, а також велику кількість останків тварин — мамонтів, бізонів, мастодонтів і інших ссавців. Люди цих культур займалися полюванням і збиранням і кочували невеликими сімейними групами по Північній і Центральній Америці. До пізніших спільнот належить, наприклад, культура Плано на південному заході Мексики, для неї характерні кілька видів метальних снарядів, які могли також використовуватися як ножі.
Кінець «палеоіндіанського періоду» (іменованого також «літичним», за аналогією з палеолітом в Євразії та Африці) зазвичай датують близько 8000 року до н. е. (Для сходу Північної Америки і для Месоамерики, на інших американських землях цей період тривав істотно довше). За ним слідує архаїчний період доколумбової хронології, коли з'являються перші елементи осілості і примітивна кераміка.

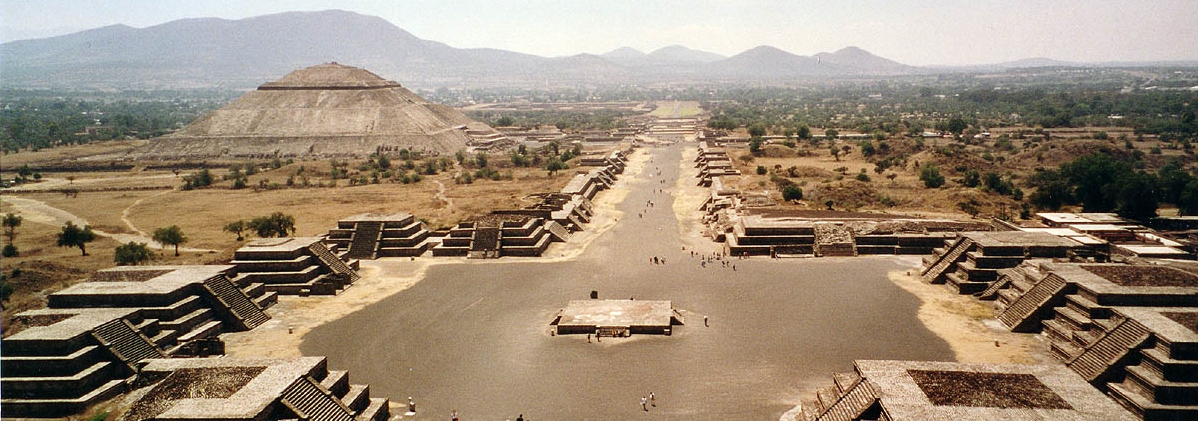
Теотіуакан. Місто-держава, що утворилася приблизно в 100 році н. е. і проіснувала до VII століття н. е.

У західній частині Північної Америки після зникнення культури Кловіс важко встановити чітку періодизацію, окремі культури займають дуже невеликі простори, нерідко в археологічних шарах спостерігаються значні лакуни. В Центральній Америці і в значній частині Південної Америки із закінченням Фолсомської традиції розвиток йде абсолютно особливим шляхом.
Осідлі культури у Центральній і Південній Мексиці стали формуватися у середині I тисячоліття до н. е. Їх економічну основу становило вирощування кукурудзи, бобів і гарбузів.
Між 1800 і 300 роком до н. е. почав формуватися комплекс високорозвинених культур Месоамерики: ацтеки, мая, міштеки, ольмеки, пурепеча, сапотеки, тольтеки, тотонаки, уастеки, чичимеки. Ці народи досягли високих результатів в галузі храмового будівництва, математики, астрономії, медицини та теології.
Мексиканська культура ольмеків процвітала у 12-5 ст. до н. е. Її центри: Ла-Венте, Трес-Сапотес і Серро-де-лас-Месас, які розташовані на території сучасних штатів Веракрус, Табаско і Герреро. Культура ольмеків суттєво вплинула на формування пізніших цивілізацій Мексики, пік розвитку яких припав на 4-9 ст. н. е.:
- культури Теотіуакана у долині Анауак; сапотеків в Оахакі і Теуантепеків з центром Монте-Албан;
- культури тотонаків, яка мала місце у давнину на території сучасного штату Веракрус з центром в Ель-Тахіні;
- цивілізацію мая, яка зформувалася у Південній Мексиці, на території сучасної Гватемали і Гондурасу.

Зокрема, культура мая включала складну релігійно-міфологічну систему, гліфову писемність, монументальну архітектуру, вишукану скульптуру і витончене декоративно-прикладне мистецтво, значні пізнання у математиці і астрономії, точний календар.
У 8 ст. н. е. у Центральну Мексику з півночі вторглися завойовники тольтеки. У 9-10 ст. вони створили велику державу зі столицею Тоян (сучасна Тула), і, як припускають, підкорили частину юкатекських мая. На території Юкатана склалася мая-тольтекська держава[джерело?], столицею якої у 11 ст. стала Чичен-Іца, а після її руйнування у 12 ст. — Маяпан. Сапотеків відтіснили на південь міштеки, які також прийшли з півночі.
Близько 12 ст. держава тольтеків впала під ударами північних кочових народів науа. Серед них були і теночкі, або мешіка (ацтеки), які близько 1325 р. заснували на островах озера Тескоко на місці нинішнього Мехіко свою столицю Теночтітлан. Вони шляхом завоювань значно розширили свої володіння, хоча фактично так звана «ацтекська імперія» являла собою об'єднання міст-держав з вільними селищами, що приєдналися до них, і племенами, обкладеними даниною. До моменту іспанської експансії володіння імператора ацтеків Монтесуми II простягалися на південь до Оахаки, на захід до Мічоакана і на схід до Мексиканської затоки. Лише жителі сусідніх міст Тласкала і Тескоко та плем'я тараски на заході зуміли зберегти свою незалежність. Ацтеки проповідували культ війни і практикували масові людські жертвоприношення. Культура ацтеків багато запозичила з культур завойованих народів. Але подальший розвиток ацтекської цивілізації був перерваний іспанськими завойовниками — конкістадорами.

## Іспанська колонізація
Ідея підкорення Мексики належала іспанському конкістадору Дієго Веласкесу де Куельяр, він же фінансував похід. У 1518 р. командувачем експедицією було призначено Ернана Кортеса. Іспанці виступають 11 суднами, армія Кортеса налічувала 566 солдатів, 110 матросів і 200 індіанців-носіїв і кавалерію з 16 (за іншими даними 11 коней). Артилерія складалася з 10 важких гармат і 4 фальконетів, на озброєнні піхоти були луки, списи, рапіри, 32 арбалети і 13 аркебуз.
Перший зафіксований контакт європейців з народами Месоамерики стався у 1511 р., коли поблизу півострова Юкатан зазнало корабельної аварії іспанське судно, що виходило з Панами на острів Еспаньйола (нині Гаїті). Херонімо де Агілар, один з членів команди, який залишився живим, довгий час жив з мая, вивчив їхню мову, а через вісім років став перекладачем в експедиції Ернана Кортеса.
Цілеспрямоване дослідження і завоювання Мексики почалося у 1517 р. під керівництвом губернатора Куби Дієго Веласкеса. Він послав до берегів Мексиканської затоки три експедиції: першу у 1517 р. очолив Франсіско Ернандес де Кордова, другу (1518) — Хуан де Гріхальва і третю (1519) — Ернан Кортес.
В останній момент губернатор наказав замінити Кортеса на посаді командувача, але 10 лютого 1519 той самовільно відплив у Мексику на 11 кораблях, що вміщали 550 людей і 16 коней. На Юкатан Кортес узяв з собою Агілара, а в країну табасків індіанську дівчину-рабиню Малінче (пізніше похрещену Мариною), яка служила йому перекладачем. На узбережжі Мексиканської затоки він заснував поселення Вілья-Рика-де-ла-Вера-Крус (буквально Багате місто Істинного Хреста), яке стало плацдармом для завоювання країни. Переставши коритися губернатору Куби, Кортес оголосив себе генерал-капітаном. Щоб зробити неможливим дезертирство, він спалив свої кораблі.
Кортес уміло використав протиріччя, що роздирали ацтекську державу[джерело?], залучив на свою сторону тлашкаланців і з їхньою допомогою за два роки узяв Теночтітлан і підкорив імперію. Затвердившись у долині Мехіко, він послав експедиції на захід Мексики і в Центральну Америку. У 1522 р. іспанський імператор Карл V високо оцінив заслуги Кортеса: затвердив його генерал-капітаном і губернатором завойованих земель, подарував йому титул маркіза дель Вальє де Оахака і відписав у його особисте володіння землі площею 64 750 км². з 100 000 індіанців, які проживали на них.

## Іспанська колонія (1521—1821)
Див. також: Землетрус у Мексиці (1787)
Падіння імперії ацтеків ознаменувало нову епоху в історії Мексики — період 300-річного іспанського панування, знаний як Нова Іспанія. До складу Нової Іспанії входили сучасні території Мексики, південно-західних штатів США (а також Флориди), Гватемали, Беліза, Нікарагуа, Сальвадора, Коста-Рики, Куби. Крім того в її підпорядкуванні знаходилися Філіппіни і різні острови в Тихому океані та Карибському морі. Столиця розташовувалася в Мехіко. Призначається віце-король, який підпорядковувався безпосередньо монарху Іспанії. При віце-королі перебував дорадчий орган — аудіенсія, що мала одночасно адміністративні й судові повноваження. юрисдикція аудіенсії Мехіко поширювалася на південну частину країни, а юрисдикція аудіенсії Гвадалахари — на північну.
У 1535 р. Мексика увійшла до складу новоствореного віце-королівства Нова Іспанія. Першим віце-королем, особистим представником іспанського монарха у Новій Іспанії став Антоніо де Мендоса; у 1564 р. його змінив на посаді Луїс де Веласко.
Попри активну взаємодію місцевих і європейських традицій, у культурному відношенні мексиканське суспільство являло собою досить строкату картину. Колоніальна економіка була заснована на експлуатації індіанців, яких змушували працювати на відібраних у них землях і на рудниках. Іспанці запровадили у традиційне індіанське землеробство нові аграрні технології і нові сільськогосподарські культури, включаючи цитрусові, пшеницю, цукрову тростину і оливки, навчили індіанців тваринництва, розпочали систематичну розробку земних надр і створили нові центри гірничорудної справи — Гуанахуато, Сакатекас, Пачука, Таско та інші. Найважливішим інструментом політичного і культурного впливу на індіанців стала Римо-католицька церква. Її місіонери-першопрохідці фактично розширювали сферу іспанського впливу.
Протягом 18 ст. Бурбони, які правили Іспанією, під впливом ідей Просвітництва провели у колоніях ряд реформ, направлених на централізацію влади і лібералізацію економіки. У Мексиці виявили себе неабиякі адміністратори, серед них видатні віце-королі Антоніо Марія Букарелі (1771—1779) і граф Ревільяхіхедо (1789—1794).

## Війна за незалежність (1810—1821)

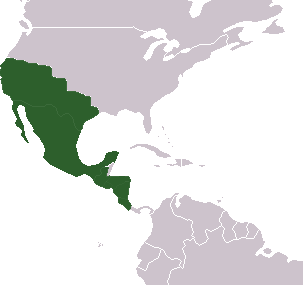
Мапа Мексиканської імперії одразу після здобуття незалежності. На той час вона була вчетверо більше теперішньої Мексики.

Захоплення Іспанії Наполеоном у 1807 р. сприяло поширенню думок про незалежність серед мексиканців. 16 вересня 1810 р. католицький священник Мігель Ідальго-і-Костія проголосив у маленькому місті Долорес незалежність Мексики, що призвело до десятирічної війни за незалежність. Іспанія офіційно визнала незалежність Мексики лише у 1821 після вступу повстанських військ до Мехіко.

## Незалежна Мексика у першій половині 19 ст

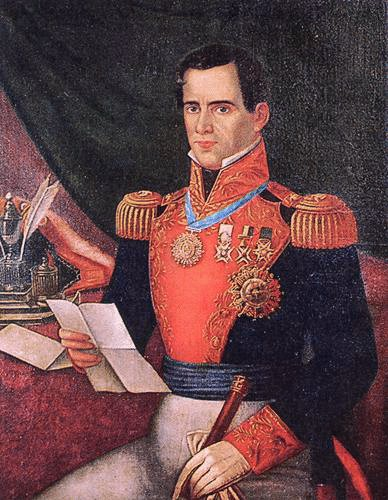
Антоніо Лопес де Санта-Анна (1794—1876)

Незалежність сама по собі ще не забезпечувала консолідації нації і формування нових політичних інститутів. Кастово-ієрархічна структура суспільства збереглася у колишньому вигляді, якщо не брати до уваги те, що креоли змінили іспанців на верхівці соціальної піраміди. Розвитку нових суспільних відносин перешкоджали церква з її привілеями, армійське командування і великі латифундисти, які продовжували розширювати свої маєтки за рахунок індіанських земель. Економіка за характером залишалася колоніальною: вона була цілком орієнтована на виробництво харчових продуктів і видобуток дорогоцінних металів. Тому багато подій мексиканської історії можна розглядати як спроби подолати гніт колоніальної спадщини, консолідувати націю і здобути повну самостійність. З визвольної війни Мексика вийшла сильно ослабленою — з порожньою скарбницею, зруйнованою економікою, перерваними торговельними зв'язками з Іспанією, непомірно роздутим бюрократичним апаратом й армією. Найшвидшому розв'язанню цих проблем перешкоджала внутрішньополітична нестабільність.
Після проголошення незалежності Мексики був сформований тимчасовий уряд, але у травні 1822 р. Аґустін де Ітурбіде здійснив державний переворот і коронував себе імператором під ім'ям Августина I.
На початку грудня 1822 р. командувач гарнізону Веракруса Антоніо Лопес де Санта-Анна (1794—1876) здійняв заколот і проголосив республіку. Незабаром він об'єднав сили з повстанцями Герреро та Вікторії і в березні 1823 р. змусив Аґустіна де Ітурбіде зректися престолу й емігрувати. Засновницький конгрес, скликаний у листопаді того ж року, складався з ворогуючих таборів лібералів і консерваторів. У результаті була прийнята компромісна конституція: згідно з наполяганням лібералів Мексика оголошувалася федеративною республікою на зразок США, тоді як консерватори зуміли затвердити статус католицької релігії як офіційної та єдино дозволеної у країні і зберегти різного роду привілеї для духовенства і військових, включаючи їх непідвладність цивільному суду.
Першим законно обраним президентом Мексики став Гуадалупе Вікторія (1824—1828).
У 1827 консерватори здійняли заколот, але програли. У 1829 президентом став кандидат від ліберальної партії Вісенте Герреро, який скасував рабовласництво і відкинув останню спробу Іспанії відновити владу у колишній колонії. Герреро протримався при владі менше року і був скинутий консерваторами у грудні 1829 р.
Ліберали відповіли противникам черговим державним переворотом і у 1833 р. передали владу Санта-Анні. Цей типовий латиноамериканський каудильйо (вождь, диктатор) п'ять разів переобирався на президентській посаді і правив країною сам або через підставних осіб протягом 22 років. Він забезпечив країні внутрішньополітичну стабільність й економічний підйом, що супроводжувався розширенням середнього класу. Однак зовнішня політика Санта-Анни привела країну до національної катастрофи. У війні зі США Мексика втратила майже дві третини території — нинішні північноамериканські штати Аризона, Каліфорнія, Колорадо, Невада, Нью-Мексико, Техас і Юта.
Територіальні домагання США до Мексики виявлялися ще на початку 19 ст., загрозливий характер вони прийняли наприкінці 1820-х, коли північноамериканські переселенці стали у великій кількості проникати у Техас. Колоністи відчували гостру нестачу робочої сили на плантаціях і прагнули легалізувати работоргівлю. З цією метою у 1836 р. техасці відділилися від Мексики і проголосили Техас незалежною республікою, яку США визнали у 1837 р.
У 1845 р. північноамериканський конгрес прийняв резолюцію про включення Техасу до складу США як рабовласницького штату, а наступного року у відповідь на протести Мексики оголосив їй війну. Санта-Анна зазнавав поразки за поразкою, аж доки у вересні 1847 р. здав столицю і не підписав акт про капітуляцію.
За нав'язаним переможцями мирним договором Гуадалупе-Ідальго (1848 р.), Мексика віддавала США свої північні провінції. Ця поразка мала катастрофічні наслідки для мексиканської економіки, що й казати про важку моральну спадщину у відносинах між сусідніми країнами. Але на цьому територіальні втрати Мексики не закінчилися. У 1853 р. Санта-Анна, який знову повернувся до влади, продав США за договором Гадсдена долину Месілья. У 1854 р. губернатор штату Герреро Хуан Альварес і начальник митниці Ігнасіо Комонфорт здійняли заколот і закликали до повалення диктатури Санта-Анни. Заколот швидко переріс у революцію, і в 1855 р. диктатора було вигнано з країни.

## Період реформ Хуареса (1855—1872)

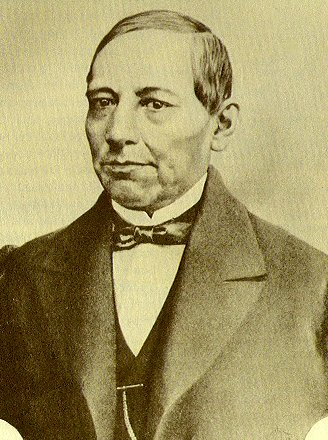
Беніто Хуарес

Ліберальні реформи, здійснені Беніто Хуаресом (1806—1872), являли собою другу справжню революцію в історії Мексики. Хуарес спирався на ідеологів середнього класу — адвокатів, журналістів, інтелектуалів, дрібних підприємців, які прагнули створити демократичну федеративну республіку, покінчити з привілеями духовенства і військових, забезпечити економічне процвітання держави, перерозподіливши колосальні багатства церкви, і, найголовніше, створити клас дрібних власників, які зможуть протистояти засиллю великих землевласників і скласти кістяк демократичного суспільства. Фактично, це була соціальна революція, здійснена метисами. На посаді міністра юстиції Хуарес провів реформи 1855 і 1856 років. З них найважливішими стали т. зв. «закон Хуареса», що скасовував судові привілеї військових і духовенства, і «закон Лердо», який позбавляв церкву права володіння землею і нерухомим майном, за винятком культових споруд і жител ченців.
Вінцем реформаторської діяльності лібералів стало прийняття прогресивної конституції 1857 р., яка викликала трирічну кровопролитну громадянську війну. У цій війні США підтримували Хуареса, який став президентом Мексики у 1858 р. Англія, Франція й Іспанія протегували опозиціонерам, які зрештою програли. Під час війни Хуарес прийняв пакет так званих «законів про реформу», що проголошували відділення церкви від держави і націоналізацію церковного майна, уводили цивільний шлюб тощо. Згодом, на початку 1870-х років, ці закони були уведені у конституцію.

## Французька інтервенція
Головну проблему уряду Хуареса складали іноземні борги. Після того як в липні 1861 р. мексиканський конгрес оголосив про дворічне припинення виплат по іноземних боргах, представники Англії, Франції й Іспанії підписали у Лондоні конвенцію про збройну інтервенцію у Мексику. На початку 1862 р. об'єднані сили трьох держав окупували найважливіші мексиканські порти з метою зібрати митні збори і відшкодувати збитки. США у цей час були зайняті громадянською війною і не мали можливості застосувати на практиці доктрину Монро. Іспанія й Англія незабаром вивели свої війська з Мексики, Наполеон III повів експедиційний корпус на столицю. Французи були розбиті у битві при Пуебло 5 травня 1862 р. (ця дата стала у Мексиці національним святом). Однак, наступного року французи підсилили армію, взяли столицю і при підтримці мексиканських консерваторів після маскарадного плебісциту посадили на трон Максиміліана Габсбурга.
Імператор не став скасовувати «закони про реформу», чим віддалив від себе консерваторів, і в той самий час, попри всі спроби, не зміг досягнути компромісу з опозицією лібералів на чолі з Хуаресом. Маючи амбіційніші плани в Європі, а більше побоюючись втручання США і зростання мексиканського опору, у 1866 р. Наполеон III вивів війська з Мексики. Неминуча розв'язка не примусила себе чекати: у 1867 р. Максиміліан був розбитий, полонений, осуджений і розстріляний.

## Відновлення республіки
У березні 1867 року французи зазнали нищівної поразки від мексиканських повстанців і республіка на чолі з Беніто Хуаресом була відновлена. З 15 травня 1867 по 18 липня 1872 рік Хуарес — президент Мексики. Після придушення антиурядових заколотів у 1872 р. Хуарес раптово помер від серцевого нападу. Після смерті Хуареса президентом обраний  Себастьян Лердо де Техада. Ставши главою держави, він домігся встановлення верхньої палати Конгресу (спочатку конституція 1857 року передбачала однопалатний парламент). Техада вів боротьбу із місцевими каудильйо, зокрема, при ньому був розбитий Мануель Лосада, який роздавав у індіанських селах поміщицькі землі. В період його президентства був прийнятий закон про реформи, яка обмежила економічну і політичну владу церкви. Основні антиклерикальні закони були включені до конституції. Для виключення залежності Мексики від США Лердо де Техада взяв курс на відновлення дипломатичних відносин з європейськими країнами, які були зіпсовані під час європейської інтервенції та окупації французьких військ. За допомогою телеграфу президент мав намір з'єднати столицю з головними містами штатів і при ньому було прокладено 1866 км телеграфних ліній.
У 1873 році була відкрита лінія Веракруз-Мехіко. Право на будівництво доріг Лердо де Техада  надав англійцям. При цьому він всіляко перешкоджав будівництву доріг з півдня на північ — до американського кордону, вважаючи, що «пустеля розділить силу на слабкість». Однак під тиском поміщиків півночі країни президент дозволив будівництво такої дороги мексикансько-британській компанії. Відмова надати Сполученим Штатам право на будівництво залізниці із Техасу в Мехіко, послужила однією з причин підтримки США заколоту Порфіріо Діаса, в результаті якого у 1876 році Лердо де Техада змушений був втікати з країни.

## Диктатура Порфіріо Діаса

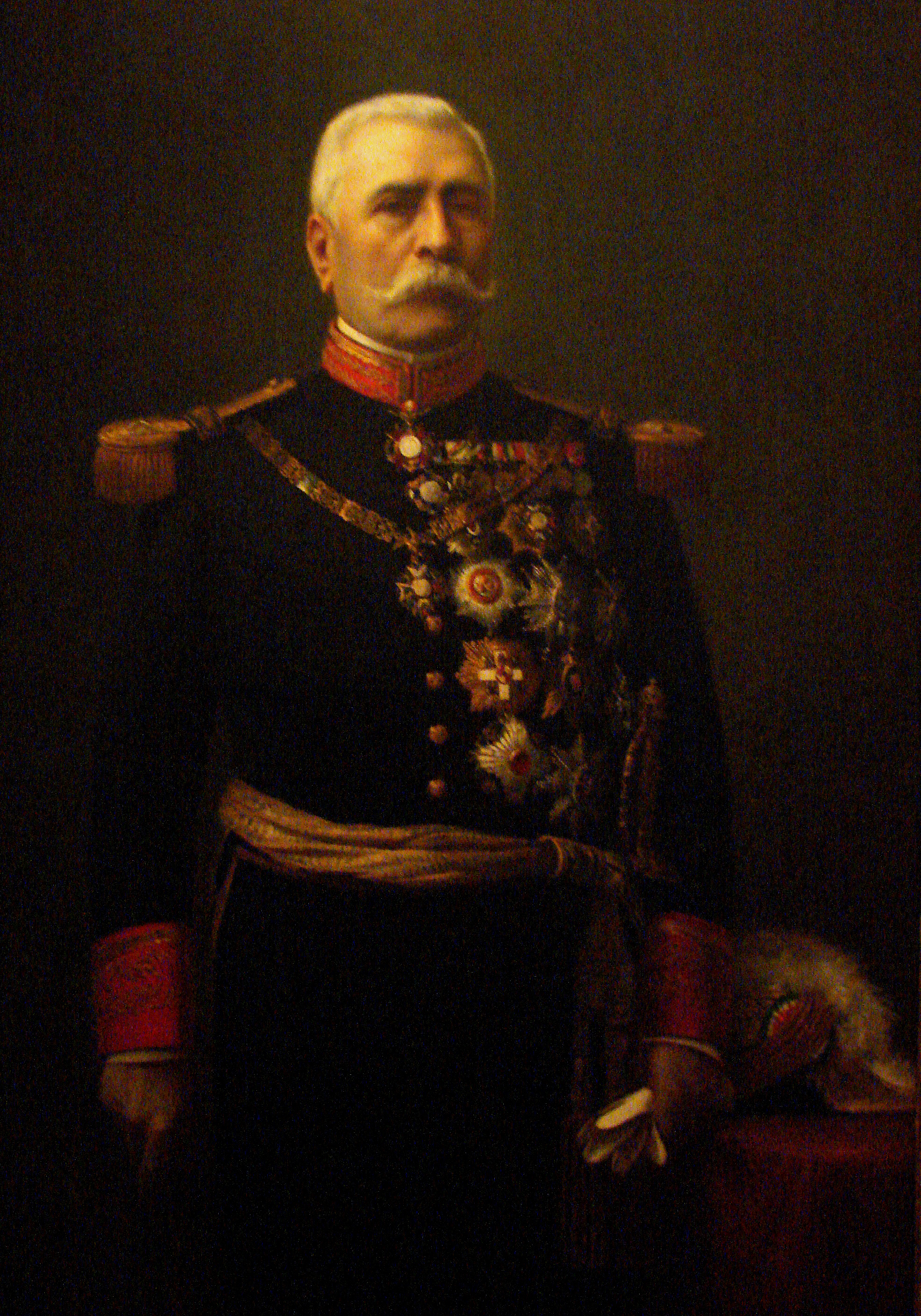
Порфіріо Діас

У 1876 генерал Порфіріо Діас (1830—1915) здійняв заколот, розгромив урядові війська, увійшов у Мехіко і взяв владу в свої руки. 6 грудня 1876 року соратник Діаса Хуан Непомусено Мендес став виконувати обов'язки президента Мексики і займав цей пост до 17 лютого 1877 року, аби забезпечити видимість законності в передачі влади Порфіріо Діаса. У лютому 1877 р. за рішенням конгресу Діас був оголошений президентом Мексики. 1 грудня 1880 року президентом країни став  Мануель Гонсалес і займав цю посаду до 30 листопада 1884 року. На цій посаді умиротворив країну, підтримував з іноземними державами хороші відносини і покращив економічний стан країни. Однак, він не робив значних зусиль для боротьби з корупцією, що сприяло зміцненню позицій Порфіріо Діаса, який у 1884-му повернувся до влади, яку далі утримував 27 років аж до повалення його у 1911 р.
На другому терміні президентства Діас почав перші кроки із зміцнення своєї влади. Для цього він досяг угоди з найбільшими фракціями лібералів і консерваторів, ослабив дію антиклерикальних реформ, чим залучив на свою сторону духовенство, і підпорядкував собі армійську верхівку і місцевих каудільйо. Улюблений лозунг Діаса «менше політики, більше управління» зводив суспільне життя країни до голого адміністрування.
Особливе значення Діас надавав економіці. Під лозунгом «порядок і прогрес» він добився стійкого економічного розвитку суспільства і став користуватися підтримкою зростаючої бюрократичної системи, великих землевласників й іноземного капіталу. Вигідні концесії заохочували іноземні компанії вкладати капітали у розробку мексиканських природних ресурсів. Будувалися залізниці і телеграфні лінії, створювалися нові банки і підприємства. Ставши платоспроможною державою, Мексика легко отримувала іноземні кредити. Роки президентства Порфіріо Діаса (1876—1910) стали добою нечуваного економічного росту і стабільності. Однак його сваволя, беззаконня, конфіскації та жорстокі методи придушення опозиції призвели до Мексиканської революції 1910 року.

## Мексиканська революція 1910—1917
На початку революція 1910—1917 рр. носила суто аграрний характер, її рушійною силою стали селяни, які вимагали землю, воду для зрошування і школи. З падінням режиму П. Діаса відкрився шлях для широких соціальних реформ, покликаних завершити боротьбу за незалежність: посилити державу і ослабити церкву, великих латифундистів, іноземний капітал й армію; реабілітувати індіанців та інтегрувати їх у національне життя; добитися економічної і зовнішньополітичної незалежності Мексики. Опозиція на чолі з Франсісько Мадеро, нащадком багатого землевласника, сформувала опозиційну партію антиреелексіоністів. Бурхлива діяльність Мадеро принесла йому славу «апостола мексиканської демократії». Проте Діас був знову переобраний президентом. При цьому він розв'язав репресії проти опозиції і заточив Мадеро у в'язницю. Останньому вдалося втекти у США, де він підготував революційний заколот, що почався 20 листопада 1910 р. Повстання швидко переросло у революцію, а через шість місяців, 21 травня 1911 р., уряд підписав договір у Сьюдад-Хуаресі про відставку Діаса і створення тимчасового уряду. У ніч з 24 на 25 травня Діас таємно покинув столицю і відбув у Європу.
У листопаді 1911-го Мадеро був обраний президентом. Його коротке 15-місячне президентство склало так звану «ідеалістичну фазу» революції. Благонамірений, але політично недосвідчений Мадеро спробував дати Мексиці демократію, до якої вона не була готова. Він зіткнувся з безліччю перешкод — таких, як протидія конгресу; нападки преси, що зловживала свободою слова; підривна діяльність профспілок, які дістали право на страйки; зростаюча залежність уряду від армії; інтриги посла США Генрі Вільсона, який підтримував противників Мадеро; військові заколоти, спровоковані як лівими, так і правими.

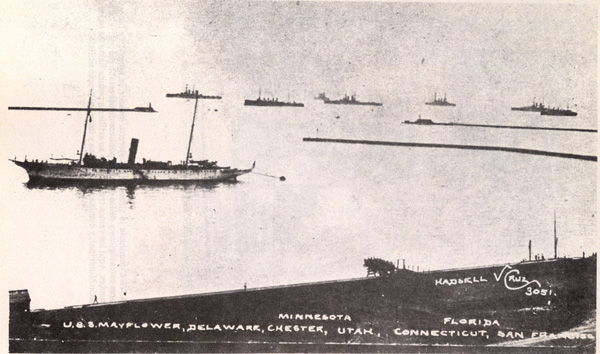
Американський флот у Веракрус.

Колосальних сил і коштів потребувала боротьба із заколотами — наприклад, з повстанням Паскуаля Ороско, колишнього головнокомандуючого революційної армії, або з селянським партизанським рухом на півдні країни під керівництвом Еміліано Сапати (1883—1919). Завершальним ударом став заколот столичного гарнізону, розпочатий 9 лютого 1913 р. Десятиденні вуличні бої (т. зв. «трагічна декада»), нанесли великих збитків місту і спричинили численні жертви серед мирного населення. Командувач урядових військ Вікторіано Уерта (1845—1916), таємний учасник змови, 18 лютого арештував Мадеро і його віце-президента Хосе Піно Суареса. 22 лютого вони були убиті охороною на шляху до в'язниці.
Вбивство Мадеро і встановлення військової диктатури В.Уерти об'єднало різні фракції революціонерів. Губернатор штату Кауїла Венустіано Карранса (1859—1920) 26 березня 1913 р. проголосив «план Гуадалупе», в якому закликав до відновлення конституційного уряду. Боротьбу проти Уерти очолили генерал Альваро Обрегон (1880—1928) і селянські вожді Е. Сапата і Франсісько (Панчо) Вілья (1878—1923). Об'єднаними силами вони скинули режим Уерти у липні 1914. Певною мірою цьому сприяв і той факт, що президент США Вудро Вільсон відмовився визнати уряд Уерти.
Однак відразу після перемоги революціонери почали боротьбу за владу. У жовтні 1914 р. з метою примирити ворогуючі сторони було скликано революційний конвент в Агуаськальєнтес за участю представників Вільї і Сапати. Пересвідчившись, що Карранса піклується тільки про утримання влади, конвент призначив ряд виконавців для проведення соціальних і економічних реформ. Більшість зборів зажадала, щоб Карранса склав з себе звання «вождя революції», але той відмовився це зробити і переніс свою штаб-квартиру у Веракрус. Випустивши ряд революційних декретів, Карранса залучив на свою сторону робітників і дрібних землевласників. Урядові війська під командуванням Обрегона навесні 1915 р. розбили Північну дивізію Вільї в битвах при Селає та Леоне і взяли під контроль центральну частину країни. Сапата продовжував опір на півдні, поки не був убитий у 1919 р. Вілья вів партизанську війну на півночі аж до повалення Карранси у 1920-му.

## Конституція 1917р
Нова мексиканська конституція стала головним підсумком революції. Переможець Карранса надав сили закону реформам, обіцяним у його революційних декретах. Текст документа загалом повторював положення конституції 1857 р., але додавав до них три принципово важливих статті. Стаття третя передбачала введення загальної безкоштовної початкової освіти; стаття 27 оголошувала всі землі, води і надра на території Мексики національною власністю, а також декларувала необхідність розділу великих латифундій і встановлювала принципи та процедуру проведення аграрної реформи; стаття 123 являла собою кодекс законів про працю.

## Період Реконструкції
У Карранса вистачило далекоглядності ввести у конституцію положення про аграрну реформу, хоча сам він у цьому питанні дотримувався консервативніших поглядів. У зовнішній політиці Карранса зберіг нейтралітет Мексики у Першій світовій війні. Напередодні виборів 1920 р. у штаті Сонора почалося повстання під керівництвом генералів Обрегона, Адольфо де ла Уерти і Плутарко Еліаса Кальєса (1877—1945). Бунтівники пішли на столицю; Карранса намагався втекти, але був схоплений і розстріляний. По закінченню 4-го етапу революції у 1920 році і вбивства Венустіано Карранси, подальші 14 років Мексикою правили Альваро Обрегон а після виборів у 1924 році переміг Плутарко Еліас Кальєс. Завдяки їм в країні запанував відносний мир і почали здійснювати деякі реформи. І хоча в 1924 році Обрегон пішов на пенсію. він залишався впливовим радником у Кальєса до самої своєї смерті. Обрегон став першим із президентів, який почав втілювати у життя ідеали революції. Він розподілив 1,1 млн га землі серед селян і підтримував робітничий рух. Міністр освіти Хосе Васконселос розвернув широку освітню програму на селі і сприяв культурному розквіту Мексики у 1920-ті роки.
У 1924 році президентом країни став Кальєс. В подальшому фактичний правитель країни у 1928—1935 рр. в період, відомий як максімат. Він продовжив політику сприяння робочому руху і розподілу земель великих латифундій. При цьому створювалася безліч дрібних сімейних ферм, які навчалися сучасним аграрним технологіям. Кальєс прискорив виконання програми будівництва сільських шкіл, почав іригаційну кампанію, стимулював будівництво доріг, розвиток промисловості і фінансів.
Постійно виникали дипломатичні конфлікти зі США, пов'язані з американськими нафтовими компаніями у Мексиці. Угода Букареллі, випрацювана у 1923 р. спільною дипломатичною комісією дозволила зняти ряд найгостріших проблем і сприяла визнанню уряду Обрегона Сполученими Штатами.
Порушуючи досягнуті домовленості, уряд Кальєса у 1925 р. почав готувати закон про реалізацію 27-ї статті конституції 1917 р. відносно майна і земельних володінь американських компаній. Це знову загострило стосунки Мексики і США. Справа йшла до розриву дипломатичних відносин. Ситуація пом'якшилася у 1927 р., коли послом США у Мексиці був призначений майстерний дипломат Дуайт Морроу. Слідуючи курсу політики добросусідства, проголошеної Рузвельтом, він зміг знайти компроміс для розв'язання найгостріших проблем.
14 червня 1926 року президент Кальєс ввів в дію антиклерикальний закон, реформував Кримінальний кодекс, знаний як Закон Кальеса. Були заборонені релігійні ордени, церква була позбавлена прав власності, а священики були позбавлені громадянських свобод, в тому числі і права на розгляд їх справ на судах присяжних і права голосу на виборах. Відкритий атеїзм Кальеса викликав ненависть до нього католиків. Підняте католиками повстання  вилилося в громадянську війну (відома як війна Крістерос), в ході якої з обох сторін загинуло близько 90 тис.осіб. Окремі партизанські дії католиків тривали до 1940 р, коли до влади прийшов президент-католик Мануель Авіла Камачо. Якщо до початку війни в Мексиці було 4500 священників, то до 1934 р залишилося всього 334 ліцензованих урядом священика на 15 мільйонів прихожан—інші були страчені, змушені ховатися або емігрували. До 1935 р в 17 штатах взагалі не було жодного священика.
У 1928 році Обрегон знову взяв участь у виборах президента і виграв їх, але незабаром після прибуття в Мехіко, ще не встигнувши вступити на посаду, був убитий в ресторані Хосе де Леоном Тораль, студентом- католиком, який був прихильником повстанців-крістерос і противником антиклерикальної політики Обрегона і його наступника президента Кальеса. Вбивство Обрегона у липні 1928 р. під час передвиборчої кампанії створило політичний вакуум, який міг заповнити тільки Кальєс, і з 1928 по 1934 він фактично управляв країною за спинами трьох президентів, що змінювалися. Загалом це були роки консерватизму, корупції, економічної стагнації і розчарування. Незважаючи ні на що, 1929 р. став рекордним за кількістю розподілених серед селян земель; у тому ж році держава досягла угоди з церквою, і була створена Національно-революційна партія, перейменована у 1946 в Інституційно-революційну партію, а у 1931 р. уряд прийняв новий кодекс законів про працю.

## Ласаро Карденас (1934—1940)
У 1934 р. на виборах на шестирічний термін нового президента Кальєс підтримав кандидатуру Ласаро Карденаса (1895—1970). Під час передвиборчої кампанії Карденас стверджував, що його позиція повністю відповідає ідеалам революції, об'їздив усю країну і безпосередньо спілкувався з простими людьми. Новий президент поступово взяв усю повноту влади в свої руки і змусив Кальєса покинути Мексику.
Прогресивний уряд Карденаса розвернув широку кампанію реформ. Була проведена реорганізація армії і правлячої партії. Карденас різко прискорив проведення аграрної реформи і роздав селянам більше земель, ніж попередні президенти разом взяті. До 1940 р. ехідо (колективні селянські господарства) займали більше половини усіх орних земель Мексики. Відродився профспілковий рух; проводилася широка освітня програма, що включала інтенсивну роботу серед індіанського населення. Свого піку реформаторський рух досяг у 1938 р., коли Карденас націоналізував майно північноамериканських і британських нафтових компаній.

## Мексиканське економічне диво (1940—1970)
До 1940 р. Карденас прийшов до висновку, що країні необхідний передих для того, щоб закріпити перетворення. Тому на президентських виборах він підтримав кандидатуру генерала Мануеля Авіло Камачо (1897—1955), людини помірно-консервативних поглядів. Новий президент прихильно ставився до церкви, протегував приватному землеволодінню і поставив на чолі профспілкового руху Фіделя Веласькеса, який багато у чому розподіляв його погляди. У 1942 р. він підписав зі США ряд угод і залагодив конфлікт, виниклий у 1938-му у зв'язку з націоналізацією нафтової промисловості. У відповідь США зобов'язалися надати фінансову допомогу для стабілізації курсу мексиканського песо, будівництва доріг та індустріалізації країни.
Друга світова війна значно вплинула на розвиток країни. Мексика виступила союзником антигітлерівської коаліції та оголосила війну країнам Осі. Вона брала участь у роботі сторожової служби, постачала союзникам сировину і робочу силу, триста мексиканських льотчиків служили на авіабазах на Філіппінських островах, а пізніше на острові Тайвань. Фінансова і технологічна допомога збоку США дозволила Мексиці модернізувати залізниці та промисловість. Мексика була вимушена розвивати власне виробництво частково тому, що через війну позбавилася європейського імпорту. Війна підійняла світові ціни, створила сприятливі умови для торгівлі, дозволила Мексиці накопичити валютні резерви, які були направлені на потреби індустріалізації. Нарешті, війна вивела Мексику на арену світової політики, допомогла їй позбутися комплексу провінціальності, підвищила міжнародний престиж країни.
У 1946—1952 рр. Мексикою керував Мігель Алеман, перший після Мадеро цивільний президент. При ньому посилився політичний вплив великого капіталу, були підписані угоди з церквою і з іноземними інвесторами, закріпилися дружні відносини зі США. Основні зусилля уряд Алемана направив на виконання програм індустріалізації, промислового розвитку регіонів, іригації, впровадження сучасних аграрних технологій. Це був період економічного зростання, грандіозних суспільних проєктів, широкомасштабного будівництва.
Надмірні проєкти й обіцянки Алемана та економічна криза створили чималі труднощі наступному президенту Адольфо Руїсу Кортінесу (1952—1958). Однак президент зумів відновити темпи розвитку мексиканської економіки і приборкати корупцію. Основну увагу він надавав модернізації портів і морського транспорту. При ньому поновилася роздача селянам земель, розширялася соціальна допомога робітником.
Політику Кортінеса продовжив Адольфо Лопес Матеос (1958—1964). Він широко пропагував концепцію мексиканської самобутності всередині країни і за рубежем, стримував екстремізм, здійснив реформу оподаткування, націоналізував підприємства енергетики й кіноіндустрії, прискорив хід земельної реформи і започаткував 11-річну програму розвитку освіти на селі.
Густаво Діас Ордас, президент у 1964—1970 рр., дотримувався помірного курсу, лавіруючи між консервативною і реформістською тенденціями як у країні, так і в керівній партії. У період його правління надзвичайно швидкими темпами розвивалося виробництво з щорічним приростом валового національного продукту на 6,5 %. Різко зросли прибутки на душу населення. Однак неадекватний розподіл матеріальних багатств не дозволяв ефективно вирішувати проблеми у сфері соціального забезпечення швидкого зросту населення. У 1967 р. було здійснено найбільшу в історії Мексики одноразову роздачу земель—1 млн га. Разом з тим за фасадом економічних успіхів зростало соціальне напруження, яке вилилося у студентські хвилювання влітку і восени 1968 р. 2 жовтня 1968 р. мирну студентську демонстрацію було розстріляно на площі Трьох Культур, що засвідчило диктаторську позицію уряду.
У 1969 р. у Мехіко були відкриті перші лінії метро. У серпні 1970 р. Діас Ордас улагодив з президентом США Річардом Ніксоном усі прикордонні суперечки між двома країнами. Луїс Ечеверрія Альварес був обраний президентом у 1970-му. У 1973 р. його уряд ухвалив закон про суворий контроль за іноземними інвестиціями у Мексиці. Ечеверрія зміцнював зв'язки Мексики з іншими латиноамериканськими країнами, передусім з Кубою, Перу та Чилі. У 1972 р. Мексика встановила дипломатичні відносини з Китаєм.

## Новий час (1970—2000)
Обрання на президентську посаду Хосе Лопеса Портільо (1976—1982) збіглося з відкриттям великих нафтових родовищ у штатах Чіапас і Табаско, а також на шельфі затоки Кампече. Між 1976 і 1982 рр. Мексика збільшила втричі видобуток нафти і стала однією з провідних нафтовидобувних країн.
Мексиканський нафтовий бум завершився у 1981 р. з падінням цін на нафту і зниженням рівня нафтопродажів. До літа 1982 р. країна вже не могла здійснювати необхідні платежі по іноземних позиках. У той же час мексиканці вивозили безліч валюти за межі країни, вимиваючи валютні резерви, необхідні для імпорту. У цій ситуації Лопес Портільо здійснив ряд надзвичайних заходів. Він націоналізував банки і встановив суворий контроль за їх зовнішніми операціями, отримав довготривалі кредити від Міжнародного валютного фонду (МВФ) і кредитних банків, провів 75-відсоткову девальвацію мексиканського песо і різко скоротив витрати на утримання державного апарату і на імпорт. У результаті Мексика увійшла в період економічної депресії.
У грудні 1982 р. Лопеса Портільо змінив на президентському посту кандидат від ІРП Мігель де ла Мадрид Уртадо. Він розпочав боротьбу з корупцією й ініціював карні процеси проти двох найкорумпованіших високопоставлених чиновників попередньої адміністрації. Разом з тим він не змінив ні самого Лопеса Портільо, ні бюрократичний апарат ІРП та пов'язаних з ним профспілкових лідерів. Відповідно до рекомендацій МВФ, де ла Мадрид і його міністр бюджетного планування Карлос Салінас де Гортарі проводили жорстку фінансову політику, почату попереднім президентом.
На президентських виборах 1988 розвернулося гостре суперництво між Карлосом Салінасом де Гортарі і Куаутемоком Карденасом, який роком раніше вийшов з ІРП, створивши Національно-демократичний фронт. Попри спірні результати виборів, президентом був проголошений Салінас. Щоб пом'якшити наслідки фінансової кризи, він розробив програму захисту незаможних, яка отримала назву Програми національної солідарності. Зокрема, нею передбачалася співпраця центрального уряду з представниками місцевої влади, які самі визначали пріоритети в економічному розвитку своїх територій. Салінас щедро субсидував цю програму (1,3 млрд доларів до 1993 р.).
Салінас проводив політику зближення з Римо-католицькою церквою, що протягом довгого часу революції вважалася ворогом. Він запросив церковних ієрархів на свою президентську інавгурацію, відновив відносини з Ватиканом, пом'якшив антиклерикальні положення конституції, запросив Папу Іоанна Павла II узяти участь у відкритті добродійного проєкту у глухих місцевостях Мехіко.
У листопаді 1993 р. Мексика і США підписали угоду про введення режиму вільної торгівлі (НАФТА). Передбачалося, що ця угода пожвавить мексиканську економіку і створить додаткові робочі місця для мексиканців. У кінці року Салінас оголосив своїм наступником на президентській посаді кандидата від ІРП Луїса Дональдо Колосіо. Мексиці було запропоновано приєднатися до країн-членів Азійсько-Тихоокеанського економічного форуму (АПЕК) — ця неформальна організація, що включає США, Канаду, Австралію, Нову Зеландію й 11 азійських країн, проводить щорічні консультативні наради з питань торгівлі.
Угода НАФТА, яка повинна було набрати чинності з 1 січня 1994 р., викликала протидію селян у ряді провінцій, які побоювалися, що не зможуть конкурувати з дешевою американською сільськогосподарською продукцією. Можливо саме це і спровокувало селянського повстання, яке почалося у новорічну ніч 1994 р. в штаті Чіапас, коли озброєне угрупування Сапатиська Армія Національного Визволення захопило кілька міст, у тому числі Сан-Кристобаль-де-лас-Касас. Близько ста чоловік загинуло, переважно у перший день повстання. Уряд спішно стягнув до місця подій 14 тис. солдатів, але пізніше оголосив про одностороннє припинення вогню і вступив у переговори з бунтівниками, обіцяючи покращити умови життя індіанського населення штату.

### Президентство Седільо (1994—2000)
25 березня 1994 р. кандидат у президенти від правлячої партії Колосіо був убитий під час передвиборчої поїздки у бідні райони м. Тіхуани. Оскільки в цій партії виникали суперечки, Салінас запропонував розглянути кандидатуру його наступника на виборах 1994 р. — економіста Ернесто Седільо Понсе де Леона. При цьому він заявив, що не дозволить заплямувати репутацію ІРП будь-якими підтасовуваннями. Уперше в історії Мексики були проведені телевізійні дебати між Седільо, Карденасом і кандидатом від Партії Національна Дія (заснованої у 1939 р.) Дієго Фернандесом де Севальосом. Седільо отримав перемогу і розпочав виконувати президентські обов'язки 1 грудня 1994 р.
Перед новим президентом стояло завдання подолати наслідки економічної кризи, викликаної незбалансованою економічною політикою його попередників. Тому Седільо був вимушений девальвувати песо і вжити жорстких фінансових заходів. Позика, надана Мексиці у січні 1995 р. президентом США Біллом Клінтоном і рядом міжнародних організацій, дозволила країні підняти економіку. Якщо у 1995 р. у мексиканській економіці спостерігався спад виробництва і скорочення іноземних інвестицій, то у подальші роки ці показники поліпшилися.
У період президентства Седільо система управління країною стала демократичнішою. Політичні скандали, що дискредитували попередній політичний істеблішмент, дали Салінасу моральне право рішуче проводити реформи. Було збуджено карні справи проти Карлоса Салінаса і його брата Рауля (за обвинуваченнями у корупції). На початку 1997 р. ряд поліцейських чинів було віддано під суд за зв'язки з наркокур'єрами. Однак вбивства Окампо, Колосіо і лідера ІРП Хосе Франсісько Руїса Массьєу залишилися нерозкритими.
У липні 1997 р. у Мексиці відбулися вибори до двох палат конгресу, деяких губернаторів, а також — прямі вибори столичного мера. ІРП втратила голоси у палаті депутатів, зберігши мінімальну більшість, і зазнала поразки в сенаті, хоча й отримала ряд губернаторських посад. Партія Національної Дії провела своїх кандидатів на губернаторські посади у штатах Нуево-Леон, Керетаро і Сан-Луїс-Потосі. Куаутемок Карденас отримав значну перемогу і став першим обраним мером Мехіко.

## 2000-ні

### Вісенте Фокс (2000—2006)
2 липня 2000 р. на виборах до Національного конгресу перемогла правоцентристська Партія національної дії. Один з лідерів цієї політичної сили Вісенте Фокс Кесада з 1 грудня 2001 р. зайняв пост Президента Мексики. ІРП вдруге з 1929 р. не змогла набрати необхідного для абсолютної більшості числа голосів у Національному конгресі. Окрім того, ІРП зазнала поразки на виборах губернаторів штатів Гуанахуато та Морелос, а також мера міста Мехіко. Вісенте Фокс посилив міжнародні відносини з США, спробував реформувати застарілі державні інститути, боровся з корупцією. Однак адміністрації Фокса не вдалося вирішити такі проблеми, як монополія найбільших приватних корпорацій, які встановили контроль над ключовими галузями, соціальне розшарування, проблеми в стосунках уряду з бюрократизованими профспілками, які перебували під впливом ІРП, гострий конфлікт з індіанським населенням, наркотрафік і організована злочинність, нелегальна еміграція мексиканців в США.

### Феліпе Кальдерон (2006—2012)

#### Революція кактусів
У 2006 році в Мексиці пройшли багатотисячні акції протесту проти результатів президентських виборів, на яких з відривом менш ніж в відсоток переміг представник ПНД Феліпе Кальдерон. Противник Кальдерона, лідер ПДР Андрес Мануель Лопес Обрадор, відмовився визнавати поразку і звинуватив владу у фальсифікаціях. Потім він став вимагати ручного перерахунку всіх бюлетенів. Почалася організація масових протестів, демонстрацій і акцій громадянської непокори. 16 липня в Мехіко пройшла демонстрація, число учасників якої складало близько 1 млн осіб. Ще одним способом вираження протесту стала блокада представниками опозиції посольства Іспанії, що тривала кілька годин.
В суботу 16 вересня 2006 року, в День незалежності Мексики, прихильники лівих політичних сил проголосили свого лідера законним президентом країни. Це рішення було прийнято на площі Сокало на зібраному опозиціонерами Національному Демократичному Конвенті. 20 листопада, в річницю початку Мексиканської революції 1910—1917 рр., учасники альтернативних виборів провели церемонію присяги Лопеса Обрадора, який в своїй промові пообіцяв створювати нові робочі місця, захищати природні багатства країни і боротися з корупцією. Однак ще 29 серпня Виборчий трибунал підтвердив офіційні підсумки виборів, і попри акції лівоцентристів, Феліпе Кальдерон вступив на посаду президента 1 грудня 2006 року терміном на шість років.
У період світової фінансово-економічної кризи Мексика сильно постраждала від глобальних потрясінь. 2009 року ВВП впав на 6,1 %, майже на чверть скоротився обіг зовнішньої торгівлі, помітно виросли державний і зовнішній борги. Провал американських фінансових і товарних ринків призвели до тяжких соціальних наслідків, а також помітно загострили політичну атмосферу.
Серед негативних наслідків зазначаються: скорочення доходів від продажу нафти і нафтопродуктів (однієї з основних статей мексиканського експорту) з 50,6 млрд доларів У 2008 році до 30,8 у 2009 році; падіння надходжень до державного бюджету з 23,6 % ВВП в 2008 році до 22,4 % в 2009 році, при цьому дефіцит бюджету склав 2,3 % ВВП, що стало найгіршим показником з 1990 року; приплив прямих іноземних інвестицій знизився з 29,7 млрд доларів в 2007 році до 25,9 в 2008 році і 15,5 у 2009 році; оцінки Мексики міжнародними рейтинговими агентствами, такими як Ernst & Young і Standard & Poor's, також знизилися. Уряд прийняв масштабні антикризові заходи. Міжнародні фінансові кола знову надали Мексиці безпрецедентно велику допомогу, її обсяг тільки в 2009 році склав 77 млрд доларів (30 млрд виділила Федеральна резервна система США і 47 млрд — МВФ).

#### Світова економічна фінансова криза
У період світової фінансово-економічної кризи Мексика сильно постраждала від глобальних потрясінь. 2009 року ВВП впав на 6,1 %, майже на чверть скоротився обіг зовнішньої торгівлі, помітно виросли державний і зовнішній борги. Провал американських фінансових і товарних ринків призвели до тяжких соціальних наслідків, а також помітно загострили політичну атмосферу.
Серед негативних наслідків зазначаються: скорочення доходів від продажу нафти і нафтопродуктів (однієї з основних статей мексиканського експорту) з 50,6 млрд дол. 2008 року до 30,8 у 2009 році; падіння надходжень до державного бюджету з 23,6 % ВВП в 2008 році до 22,4 % в 2009 році, при цьому дефіцит бюджету склав 2,3 % ВВП, що стало найгіршим показником з 1990 року; приплив прямих іноземних інвестицій знизився з 29,7 млрд дол. в 2007 році до 25,9 в 2008 році і 15,5 у 2009 році; оцінки Мексики міжнародними рейтинговими агентствами, такими як Ernst & Young і Standard & Poor's, також знизилися.
Уряд прийняв масштабні антикризові заходи. Міжнародні фінансові кола знову надали Мексиці безпрецедентно велику допомогу, її обсяг тільки в 2009 році склав 77 млрд дол. (30 млрд виділила Федеральна резервна система США і 47 млрд — МВФ).
У 2010 році ВВП вдалося збільшити на 5,4 %, а в 2011 році — на 3,8 %. 1 серпня 2012 року, після 12-річної перерви, президентом країни знову було обрано кандидата від ІРП — Енріке Пенья Ньєто (вступив на посаду 1 грудня 2012 року), який отримав 38,21 % голосів. Його політика, як і політика Вісенте Фокса і Феліпе Кальдерона, ймовірно, буде орієнтована на США.

### Енріке Пенья Ньєто (2012—2018)
У 2010 році ВВП вдалося збільшити на 5,4 %, а в 2011 році — на 3,8 %. 1 серпня 2012 року, після 12-річної перерви, президентом країни знову було обрано кандидата від ІРП — Енріке Пенья Ньєто (вступив на посаду 1 грудня 2012 року), який отримав 38,21 % голосів.

### Лопес Обрадор (з 2018)

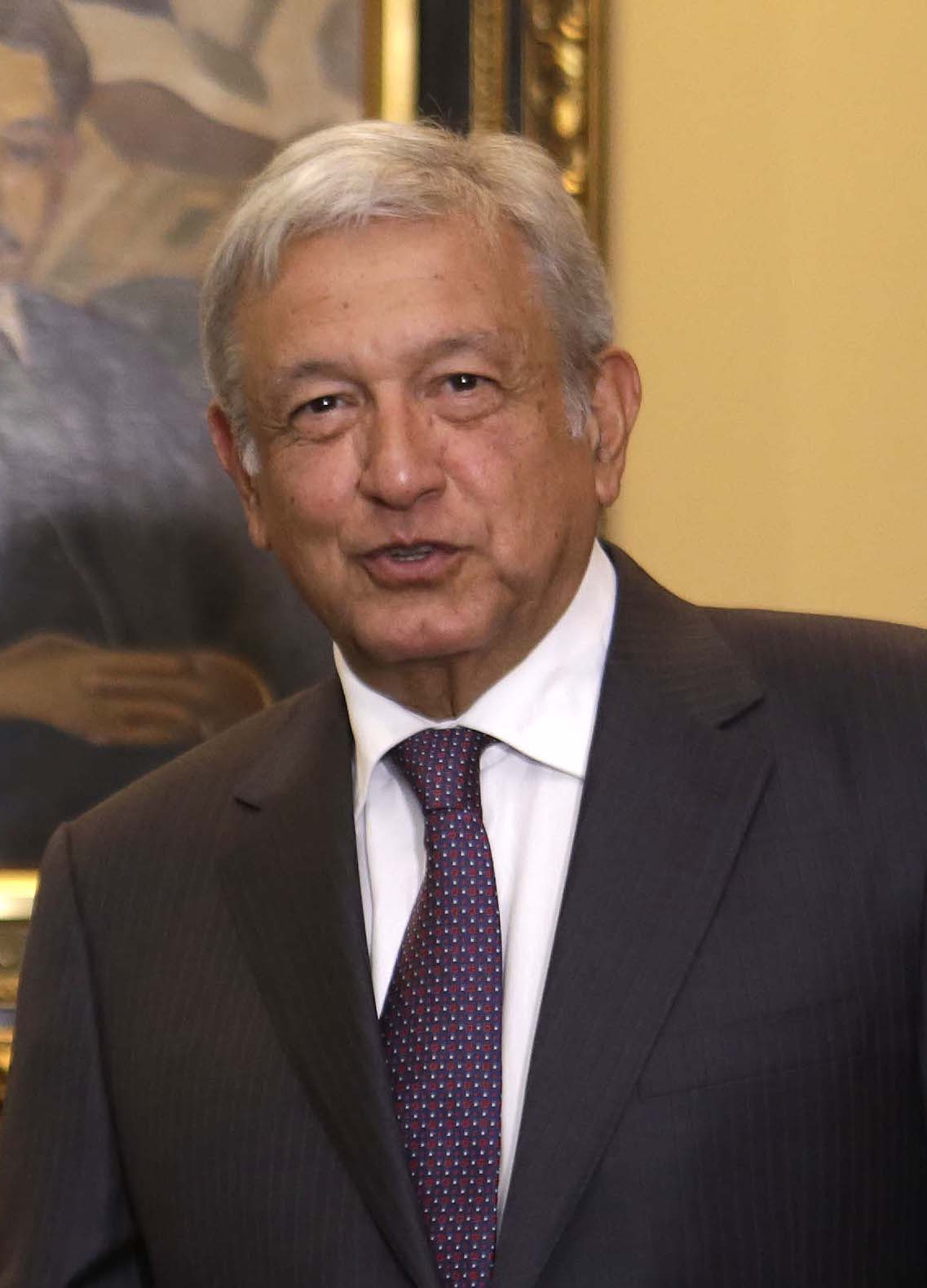
Андрес Мануель Лопес Обрадор

1 липня 2018 року, на президентських виборах переміг колишній мер міста Мехіко (1996—1999), засновник і президент партії «Національний рух відродження» (ісп. Movimiento Regeneración Nacional, MORENA), Андрес Мануель Лопес Обрадор виграв президентські вибори набравши 53,19 % голосів. 1 грудня 2018 року новообраний президент займе свою посаду і очолить новий уряд Мексики.